# Procesteologi
Procesteologi er en teologisk tænkning baseret på filosoffen og matematikeren Alfred North Whiteheads filosofi, kendt som procesmetafysik. Den er udviklet især af Charles Hartstorne og John B. Cobb.
Procesteologerne tager udgangspunkt i at verden er i stadig udvikling, og dermed er også gudsforståelsen det. Virkelighedsforståelse og gudsforståelse afspejler hinanden. Procesteologer lægger vægt på at enhver tid har sine måder at beskrive Gud på, ud fra sine erfaringer og sin virkelighedsopfattelse. Beskrivelsen af Gud er ikke givet en gang for alle, men er i stadig udvikling og ændring. 
En af de første teologer der blev interesserede i Whiteheads tænkning var den kommende Ærkebiskob af Canterbury, William Temple. I Temples Gifford Lectures fra 1932-1934 (senere udgivet som "Nature, Man and God") figurerer Whitehead som en af flere filosoffer, der forfægter begrebet om emergent evolution, som Temple interesserer sig for  Senere var interessen for Whitehead centreret omkring University of Chicago's Divinity School, hvor Henry Nelson Wieman startede en procesteologisk bølge, der varede omkring tredive år. Professorer som Wieman, Charles Hartshorne, Bernard Loomer, Bernard Meland, and Daniel Day Williams gjorde Whiteheads filosofi til den vigtigste indflydelse her. De uddannede flere generationer af Whiteheadeeksperter, hvoraf den mest kendte er John B. Cobb, Jr. Interessen for Whitehead døde ud i Chicago, men Cobb bragte den videre til Claremont, California, hvor han blev ansat i 1958 ved Claremont School of Theology. 1973 grundlagde han, sammen med David Ray Griffin, Center for Process Studies. På grund af Cobb er Claremont stadigt i dag stærkt præget af Whiteheads tænknng.
Procesteologer understreger typisk Guds relationelle natur. I stedet for at se Gud som urørlig eller følelsesløs, ser procesteologier Gud som "the fellow sufferer who understands", og som det væsen der er mest påvirket af begivenheder. Hartstorne understreger, at mennesker ikke ville hylde en menneskelig leder, der var upåvirket af hans følgeres glæder eller sorger, og spørger, hvorfor dette skulle være en prisværdig kvalitet for Gud. Da Gud er det væsen, der er mest påvirket af verden, er Gud samtidigt det væsen, som kan reagere mest passende i forhold til verden. 
Procesteologi findes i mange forskellige versioner. C. Robert Mesle, er f.eks. fortaler for en "process naturalism", dvs. en procesteologi uden Gud. Procesteologi er vanskeligt at definere, da procesteologer er så diverse og flerdisciplinære i deres synspunkter og interesser. John B. Cobb, Jr. har også udgivet bøger om biologi og økonomi. Roland Faber og Catherine Keller forbinder Whitehead med poststrukturalisme, postkolonialisme og feministisk teori. Charles Birch var både teolog og genetiker.  Franklin I. Gamwell  skriver om teologi og politisk teologi. I Syntheism - Creating God in The Internet Age' mener futorologerne Alexander Bard ogJan Söderqvist at procesteoologi vil forbinde sig med den deltagende kultur, de forventer vil dominere den digitale tidsalder.

## Whiteheads gudsbegreb
Whiteheads ide om Gud adskiller sig fra traditionelle monoteistiske ideer. Hans måske mest kendte kritik af kristendommens gudsbegreb er den, at "the Church gave unto God the attributes which belonged exclusively to Caesar." Whitehead kritiserer kristendommen for at definere Gud som primært en guddommelig konge, som påtvinger verden sin vilje, og hvis mest vigtige attribut er magt. Overfor de mest udbredte former for kristendom, forfægtede Whitehead et gudsbegreb som han kaldte "den korte gallilæiske vision af ydmyghed":
"It does not emphasize the ruling Caesar, or the ruthless moralist, or the unmoved mover.  It dwells upon the tender elements in the world, which slowly and in quietness operates by love; and it finds purpose in the present immediacy of a kingdom not of this world.  Love neither rules, nor is it unmoved; also it is a little oblivious as to morals. It does not look to the future; for it finds its own reward in the immediate present."
For Whitehead er Gud ikke nødvendigvis forbundet med religion. I stedet for at stamme fra religiøs tro, mente Whitehead at Gud var en nødvendighed for hans metafysiske system. Hans system nødvendiggjorde, at der fandtes en orden i mulighederne, en orden, der tillod nye ting i verden, og som gav et formål til alle entiteter. Whitehead postulerede at disse ordnede potentialer findes i, hvad han kalder Guds primordial nature. Men Whitehead var også interesseret i religiøs erfaring. Det førte ham til at overveje mere intenst, hvad han så som Guds anden natur, consequent nature. Whiteheads gudsbegreb som en "dipolær" entitet har tiltrukket teologisk interesse. 
Guds primordial nature beskrev han som  "the unlimited conceptual realization of the absolute wealth of potentiality,", dvs, universets ubegrænsede mulighed. Denne primordial nature er evig og uforanderlig, hvilket giver entiteterne i universet muligheder, som de kan realisere. Whitehead kalder også det primordiale aspekt for "the lure for feeling, the eternal urge of desire,", der trækker entiteterne i universet imod endnu uvirkeliggjorte muligheder.
Guds consequent nature er på den anden side alt andet end uforanderlig. Den er Guds modtagelse af verdens aktivitet. Som Whitehead siger "God saves the world as it passes into the immediacy of his own life.  It is the judgment of a tenderness which loses nothing that can be saved." Mao. bevarer Gud alle erfaringer for evigt, og disse erfaringer ændrer den måde, hvormed Gud interagerer med verden. Således forandres Gud virkeligt af hvad der sker i verden og i universet som sådan, hvilket giver en uendelig betydning til endelige skabningers handlinger.
Whitehead ser altså Gud og verden som gensidigt kompletterende hinanden. Han ser entiteter i verden som flydende og foranderlige ting, der længes efter en permanens, kun Gud kan tilbyde, ved at optage dem i Guds selv, hvorved de forandrer Gud, og påvirker resten af universet for evigt. På den anden side ser han Gud som permanent, men som mangelfuld i aktualitet og forandring; isoleret set er Gud ikke andet end evigt urealiserede muligheder, og har brug for en verden til at realisere dem. Gud giver skabninger permanens, mens skabningerne giver Gud aktualitet og forandring. 
"In this way God is completed by the individual, fluent satisfactions of finite fact, and the temporal occasions are completed by their everlasting union with their transformed selves, purged into conformation with the eternal order which is the final absolute 'wisdom.'  The final summary can only be expressed in terms of a group of antitheses, whose apparent self-contradictions depend on neglect of the diverse categories of existence. In each antithesis there is a shift of meaning which converts the opposition into a contrast.
"It is as true to say that God is permanent and the World fluent, as that the World is permanent and God is fluent.
"It is as true to say that God is one and the World many, as that the World is one and God many.
"It is as true to say that, in comparison with the World, God is actual eminently, as that, in comparison with God, the World is actual eminently.
"It is as true to say that the World is immanent in God, as that God is immanent in the World.
"It is as true to say that God transcends the World, as that the World transcends God.
"It is as true to say that God creates the World, as that the World creates God ...

"What is done in the world is transformed into a reality in heaven, and the reality in heaven passes back into the world ... In this sense, God is the great companion – the fellow-sufferer who understands."
Ovenstående var medvirkende til at inspirere procesteologi.

## Procesteologer
- Bradley Shavit Artson
- Thomas Berry
- Charles Birch
- Joseph A. Bracken
- Philip Clayton
- John B. Cobb
- Monica Coleman
- Bruce G. Epperly
- Roland Faber
- Paul S. Fiddes
- Stephen T. Franklin
- Terence E. Fretheim
- Franklin I. Gamwell
- David Ray Griffin
- Charles Hartshorne
- Nancy R. Howell
- Tony Jones
- William E. Kaufman
- Catherine Keller
- Harold Kushner
- Michael Lerner
- C. Robert Mesle
- Jay McDaniel
- Schubert M. Ogden
- Thomas Jay Oord
- Blake Ostler
- Arthur Peacocke
- Norman Pittenger
- Richard Rice
- Marjorie Hewitt Suchocki
- Alfred North Whitehead
- Daniel Day Williams
- George V. Pixley

## Eksterne links
- The Center for Process Studies
- Process and Faith